# Lijst van graven van Évreux
De titel Graaf van Évreux is de aanduiding voor een Normandische adellijke titel, en de daarbij behorende rechten en bezittingen, die door verschillende geslachten is gedragen.
Het graafschap van Évreux vindt zijn oorsprong in de voormalige pagus van Évrecin. De eerste graaf van Évreux was Robert de Deen, zoon van de Earl van Normandië, Richard I van Normandië. De politieke betekenis van het Huis van Évreux is belangrijk omdat de titel van Graaf van Évreux verschillende machtige edelen en koningen toebehoorde. 

## Rolloniden
(afstammelingen van de 1e prins van Normandië, genaamd Rollo).
- 989-1037 Robert de Deen (965-1037), in het Frans Robert le Danois, zoon van Richard I van Normandië (935-996) en Gunnora van Normandië, tevens aartsbisschop van Rouen (989-1037).

- 1037-1067 Richard van Évreux (989-1067), zoon van Robert de Deen,
- 1067-1118 Willem II van Évreux, zoon van Richard van Évreux

## Huis van Montfort-l'Amaury

Wapen van Montfort-l'Amaury

- 1118-1136 Amalrik I, zoon van Simon I van Montfort en kleinzoon van Richard)
- 1136–1140 Amalrik II
- 1140-1181 Simon III van Montfort, zoon van Amalrik I
- 1181-1182 Amalrik III, zoon
- 1181-1195 Amalrik IV, zoon van Amalrik III.

In 1195 raakt Amalrik IV de titel kwijt omdat de koning van Frankrijk hem deze afneemt en hem schenkt aan Jan zonder Land.

## Capet(Capet-Évreux)

Wapen van het Huis Capet-Évreux

Het graafschap kwam van 1200 tot 1298 bij het koninkrijk van Frankrijk toen Filips de Schone het schonk aan zijn broer Lodewijk.
- 1298-1319 Lodewijk van Évreux (1276-1319), derde zoon van Filips de Stoute.
- 1319-1343 Filips III van Navarra, Filips van Évreux getrouwd met Johanna II van Navarra.
- 1343-1378 Karel de Slechte, Karel van Navarra, wiens bezittingen in Normandië in beslag worden genomen door de Franse koning, Karel VI, bijgenaamd de Waanzinnige (Frans: Charles le Fou)
- 1378-1387 Karel VI van Frankrijk

Uiteindelijk geeft Karel VI het graafschap weer terug aan 
- 1387–1404 Karel III van Navarra, bijgenaam Karel de Goede (zoon van Karel de Slechte)

In 1404 schenkt Karel de Goede het graafschap weer aan de koning van Frankrijk in ruil voor een pensioen van 12 pond en de titel van hertog van Nemours.
Dat was het einde van het graafschap van Évreux, dat in 1569 even opnieuw in het leven werd geroepen door de Franse koning Karel IX van Frankrijk. Deze schonk de titel van Graaf van Évreux aan zijn broer Frans van Anjou (1555-1584), de hertog van Alençon en later van Anjou. Met de dood van de hertog van Alençon verdween de titel.